# WWG Forum Marketing
WWG Forum Marketing (vormals WWG – Österreichische Werbewissenschaftliche Gesellschaft) war ein gemeinnütziger Verein mit Sitz in Wien. Sie verstand sich als eine Plattform des Wissenstransfers zwischen Wissenschaft und Marketingpraxis. Ziel war es, gemeinsam mit den Mitgliedern Ideen für das Marketing zu erkennen und zu durchleuchten.

## Geschichte
Die WWG wurde am 16. Juni 1955 von Absolventen des Universitätslehrganges für Werbung und Verkauf gemeinsam mit Karl Skowronnek gegründet, der damals Leiter des Institutes für Werbewissenschaft und Marktforschung an der Hochschule für Welthandel (jetzt Wirtschaftsuniversität Wien) war. Die Auflösung des Vereins war im Jahr 2019.
Ein Jahr nach Gründung hatte die Gesellschaft 124 Mitglieder. Das 10-jährige Bestandsjubiläum wurde mit 345 Mitgliedern gefeiert. Nach der Berufung von Günter Schweiger 1974 gab es bis 1985 eine Verdreifachung des Mitgliederstandes. Es folgte ein Jahrzehnt Wachstums bis 1995 mit einem Mitgliederzuwachs von ca. 50 %.
Entwicklung des Mitgliederstandes 1956–2008:
| Jahr | Anzahl der Mitglieder |
| ---- | --------------------- |
| 1956 | 124                   |
| 1965 | 345                   |
| 1975 | 350                   |
| 1985 | 1.140                 |
| 1995 | 1.700                 |
| 2005 | 1.300                 |
| 2008 | 1.100                 |

## Aktivitäten
Die Aktivitäten der WWG hatten zwei Schwerpunkte:
- Fachpublikationen
- Fach-Veranstaltungen

### Publikationen

#### transfer – Werbeforschung & Praxis
Die Hauptpublikation des Vereins war die viermal jährlich erscheinende Fachzeitschrift transfer – Werbeforschung & Praxis. Im Gründungsjahr 1955 erschien die erste Folge der Zeitschrift unter dem Titel „WWG-Informationen“.
1985 entstand aus den getrennten Medien „transfer“ der Deutschen Werbewissenschaftlichen Gesellschaft (DWG) und den „WWG-Informationen“ das gemeinsame Medium „transfer – Werbeforschung & Praxis“. Unter einem gemeinsamen redaktionellen Konzept erarbeiteten die Redaktionen in Deutschland und in Österreich jeweils zwei Hefte pro Jahr. Die Auflage betrug ca. 3.500 Exemplare, womit ca. 20.000 Leser in Österreich und Deutschland erreicht wurden.
WWG gab drei Schriftenreihen heraus:

#### Schriftenreihe „Die Marke“
- 1994: Die Marke Römerquelle
- 1996: Persil bleibt Persil – Aus dem langen Leben einer großen Marke
- 1999: Die Marke „Zipfer“
- 2000: Die Marke Eskimo – Eine Erfolgsgeschichte
- 2000: Almdudler – Nur eine Limonade?
- 2005: Böhler – Österreichs Edelstahl-Weltmarke
- 2005: Persil bleibt Persil – Aus dem langen Leben einer großen Marke, 2. Auflage
- 2007: Böhler – Österreichs Edelstahl-Weltmarke, 2. Auflage
- 2013: PEZ – Die Kultmarke
- 2015: Eskimo – Fortsetzung einer Erfolgsgeschichte

(Quelle:)

#### Schriftenreihe „Empirische Marketingforschung“
- Band 15: G. Friederes (1997): Markenaufbau in Osteuropa
- Band 16: M. Fuchs (1998): Medien als Marken
- Band 17: C. Kaiser (1999): Apparative Werbeforschung
- Band 18: P. Koppe (2003): Handelsmarken und Markenartikel
- Band 19: W. Mayerhofer, L. Grusch, M. Mertzbach (2007): Corporate Social Responsibility
- Band 20: W. Mayerhofer (2009): Einflussfaktoren auf den Abschluss und der Beitrag des Versicherungsmaklers
- Band 21: N. Hofer, V. Radler, K. Bermoser (2009): Wahrnehmung und Wirkung von TV-Spots – Eine Blickregistrierungsstudie

#### Schriftenreihe „Werbe- und Markenforschung“
- Band 1: A. Zednik, A. Strebinger (2005): Marken-Modelle der Praxis
- Band 2: N. Mahnik, W. Mayerhofer (2006): Erfolgsfaktoren von Markenerweiterungen
- Band 3: C. Bosch, S. Schiel, T. Winder (2006): Emotionen im Marketing
- Band 4: S. Walter (2007): Die Rolle der Werbeagentur im Markenführungsprozess
- Band 5: A. Strebinger (2009): Markenarchitektur. Strategien zwischen Einzel- und Dachmarke sowie lokaler und globaler Marke.

#### Sonderpublikationen
Zusätzlich zu den Schriftenreihen erschienen folgende Sonderpublikationen der WWG:
- „20 praktische Tipps für Ihren Werbe-Erfolg“ (1999)
- „10 praktische Media-Tipps für Ihren Werbe-Erfolg“ (2002) (Diese Broschüre wurde gemeinsam mit PanMedia Western Werbeplanung GesmbH gestaltet.)
- „Kommunikations-Standort Wien“ (2007) (Diese Broschüre wurde gemeinsam mit der Fachgruppe Werbung & Marktkommunikation der Wirtschaftskammer Wien und dem Institut für empirische Sozialforschung GmbH veröffentlicht.)
- „Nichts ist spannender als Verkauf“ (2009)

### Veranstaltungen

#### Praxisdialog – Marketing Insights
Im Rahmen dieser Vortragsreihe, die gemeinsam mit dem Institute for Marketing & Consumer Research und dem Institut für Marketing Management (alle an der Wirtschaftsuniversität Wien) und dem Department Marketing durchgeführt wird, präsentieren Praktiker und Wissenschaftler Insights aus allen Facetten des Marketings. Es wurden pro Jahr ca. 20 Vorträge durchgeführt. Die erste Vortrags-Veranstaltung fand  am 28. Oktober 1955 unter dem Namen „Kolloquium für Werbung und Verkauf“ statt. Das Thema lautete „Fernsehen im Dienste der Werbung“. Vortragender war S.W. Numann, Philips Eindhoven.

#### Top-Ten
Gemeinsam mit dem Österreichischen Gallup-Institut, Prof. Karmasin Marktforschung, präsentierten WWG jährlich die erfolgreichsten TV-Spots Österreichs (bis 2015).
Dialog der Wissen schaf[f]t
Der Dialog der Wissen schaf[f]t war eine praxisorientierte Kooperationsveranstaltung von Dialog Marketing Verband Österreich (DMVÖ) und WWG. Die Tagung bot den Besuchern eine Kombination aus Keynotes von Wissenschaftlern und Praktikern und konkreten Umsetzungsbeispielen. Mit der Einführung des 1. Marketingbarcamps Österreichs im Jahr 2016 wurde noch größerer Wert auf die interaktive Einbindung der Besucher gelegt. So erhielten alle Teilnehmer die Möglichkeit, den theoretischen Input in den Diskussionsforen an ihre konkreten Frage- und Problemstellungen anzupassen und lösungsorientiert mit Experten zu diskutieren.

#### Marketingseminare und Management-Symposien
Diese Veranstaltungen widmete sich unter anderem:
- Wahrnehmung von Werbung und Gestaltungskonsequenzen
- Direkt-, Dialog- und E-Mail-Marketing
- Werbewirkungsmessung
- Strategisches Marken-Management
- Methoden im Marketing

#### Expertenforum Onlineforschung
Das Expertenforum Online-Forschung wurde im Jänner 2007 in Kooperation mit dem Verband der Marktforscher Österreichs (VMÖ) und der Firma Globalpark Österreich gegründet. Es war eine institutions- und unternehmensübergreifende Plattform österreichischer Online-Forscher, die es sich zur Aufgabe gemacht hatten, eine Diskussion um Potenzial und Grenzen der Online-Forschung zu führen. In neun Veranstaltungen pro Jahr wurden  Themen, wie Kundenzufriedenheits- und Werbewirkungsmessung im Internet, Marktforschung im Web 2.0, Mobile Market Research  diskutiert.

## Preise
Die WWG hatte von 1972 bis 2001 den Staatspreis Werbung im Auftrag des Bundesministeriums für Wirtschaft und Arbeit und des Fachverbandes Werbung und Marktkommunikation organisiert. Prämiert wurden beispielhafte Österreichische Werbekampagnen. Neben dem Staatspreis Werbung hat die WWG auch  Forschungspreise für herausragende werbewissenschaftliche Arbeiten (KR Suppan-Preis, CA-Preis, trend-Preis) organisiert.

## Ehrungen
Die WWG würdigt die Verdienste von Wissenschaftern und Praktikern auf dem Gebiet der Werbung, des Marketings und der Marktforschung durch die Zuerkennung von Ehrenzeichen.

### Viktor Mataja Medaille
Für herausragende wissenschaftliche Leistungen in Marketing und Werbung wurde die Viktor Mataja Medaille verliehen. Viktor Mataja (1857–1934) war der Begründer der Werbewissenschaft in Österreich.
Mit der Medaille wurden ausgezeichnet:
| Jahr | Name                     | Land        |
| ---- | ------------------------ | ----------- |
| 1979 | Jagdish N. Sheth         | USA         |
| 1980 | Ernest Kulhavy           | Österreich  |
| 1987 | Elisabeth Noelle-Neumann | Deutschland |
| 1989 | Philip Kotler            | USA         |
| 1995 | Volker Trommsdorff       | Deutschland |
| 1996 | Peter Weinberg           | Deutschland |
| 1997 | Arnold Hermanns          | Deutschland |
| 1998 | Lutz von Rosenstiel      | Deutschland |
| 1999 | Gordon E. Miracle        | USA         |
| 2008 | Richard Köhler           | Deutschland |
| 2015 | Günter Schweiger         | Österreich  |

### Goldener Ehrenring der WWG
Für herausragende Leistungen auf dem Gebiet der Werbe- und Marketing-Praxis wurde der Goldene Ehrenring der WWG verliehen.
Diese Auszeichnung erhielten u. a.:
| Jahr | Name                                  |
| ---- | ------------------------------------- |
| 1999 | Mariusz Jan Demner                    |
| 2000 | Tibor Bárci, Walter Neuhauser         |
| 2001 | Markus Beitenecker, Charlotte H. Ruby |
| 2003 | Hans-Jörgen Manstein                  |
| 2004 | Harald Messner                        |
| 2005 | Fritz Karmasin                        |
| 2007 | Friedrich Stara, Karl Javurek         |
| 2008 | Willy Lehmann                         |

### Goldene Ehrennadel der WWG
Für eine langjährige erfolgreiche Tätigkeit in der Werbe- und Marketingpraxis konnte als Anerkennung die Goldene Ehrennadel verliehen werden. Diese wurde u. a. an Roswitha Hasslinger, Österreichisches Gallup Institut, und Emil Hierhold, HPS, verliehen.

## Forschungsförderung
Die WWG unterstützte Forschungsprojekte des Institutes for Marketing & Consumer Research (vormals: Institut für Werbewissenschaft und Marktforschung) sowie  Diplomarbeiten, Dissertationen und Habilitationen. Dabei wurde darauf geachtet, dass der Output auch den von WWG-Mitgliedern zugänglich gemacht wird, zum Beispiel durch Publikationen in den Schriftenreihen „Empirische Marketingforschung“ und „Werbe- und Markenforschung“ oder in der Fachzeitschrift „transfer – Werbeforschung & Praxis“.